# Idol

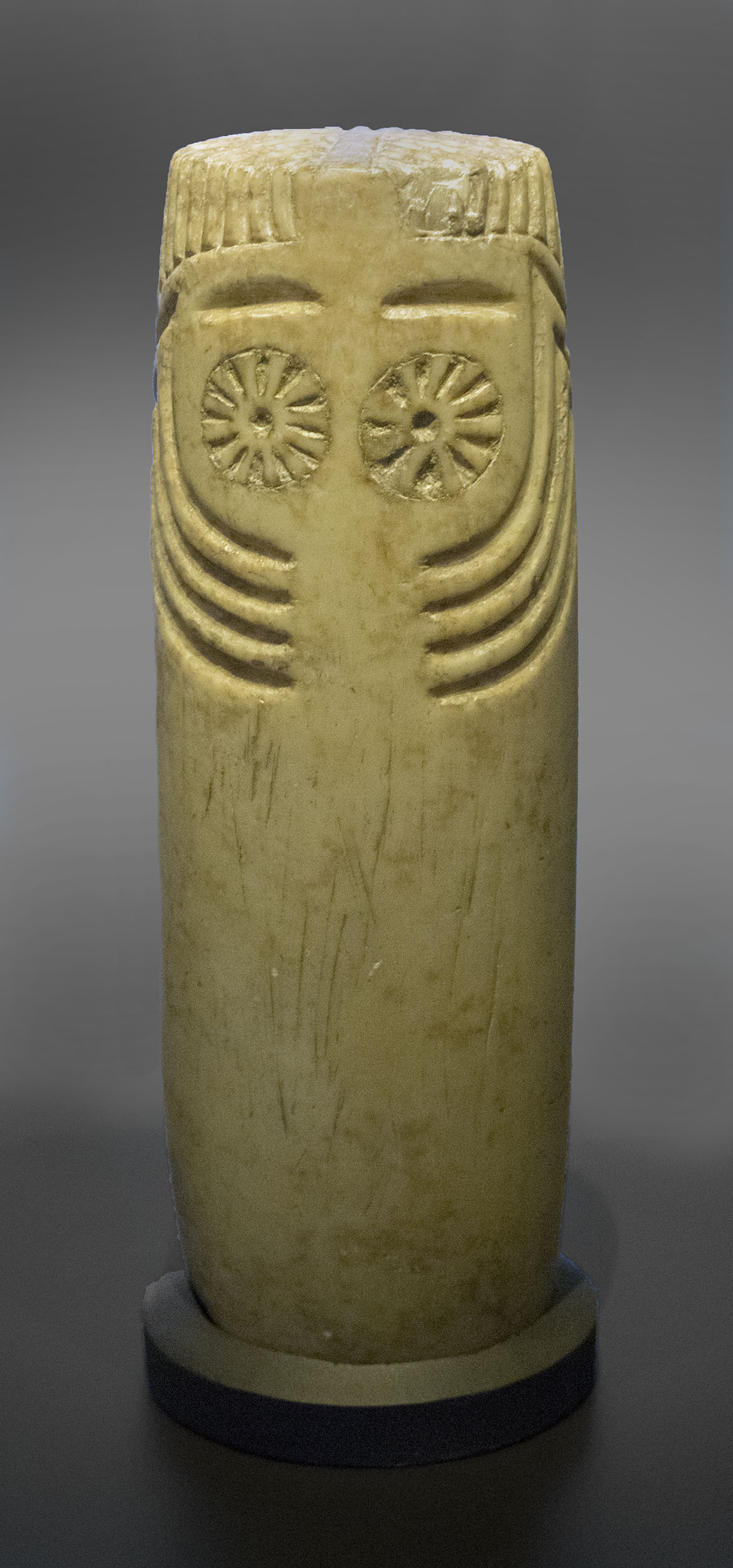
Idol aus der Region Extremadura, Spanien (Höhe 19 cm, 3. Jahrtausend v. Chr., Museo Arqueológico Nacional de España, Madrid)

Der Begriff Idol (über lateinisch idolum von altgriechisch εἴδωλον eídōlon, eigentlich „Bild, Abbild“, speziell „Trugbild“) wird in Theologie, Religionswissenschaft, Philosophie und Archäologie in vielfältiger Bedeutung gebraucht. 
Im allgemeinen Sprachgebrauch wird eine Person als „Idol“ im Sinne von Vorbild bezeichnet, der große Bewunderung entgegengebracht wird.
In der jüdisch-christlichen Theologie bezeichnet er insbesondere „heidnische“ Kultbilder und die dadurch verehrten „Abgötter“ und ist so im biblischen und kirchlichen Sprachgebrauch stets negativ konnotiert. In der Religionswissenschaft und der Archäologie bezeichnet der Begriff analog, aber wertneutral, ein Bild oder Bildwerk, das eine Gottheit darstellt und selbst als heiliger oder magischer Gegenstand kultisch verehrt wird. In jüngerer Zeit wird „Idol“ in diesen Disziplinen als Terminus Technicus jedoch nur noch für abstrakt oder schematisch gestaltete Kultobjekte gebraucht, während abbildende Darstellungen eher mit dem Begriff Götterbild gefasst werden.
Das Wort Idol erschien erst seit dem 18. Jahrhundert im Deutschen und verdrängte allmählich die älteren, eindeutig negativ besetzten Begriffe Abgott und Götze. Die Verehrung von Idolen bezeichnet man als Idolatrie („Abgötterei“, „Götzendienst“).

## Fachspezifische Bedeutungen

### Philosophie
In der nachantiken Philosophie wurde der Begriff des Idols vor allem von Francis Bacon aufgegriffen und zum Ausgangspunkt einer ausgewachsenen „Idolenlehre,“ die er 1620 in seinem Novum Organum vorstellte. Bacon definiert Idole darin als die „falschen Begriffe, welche vom menschlichen Verstand schon Besitz ergriffen haben und tief in ihm wurzeln“.

### Archäologie

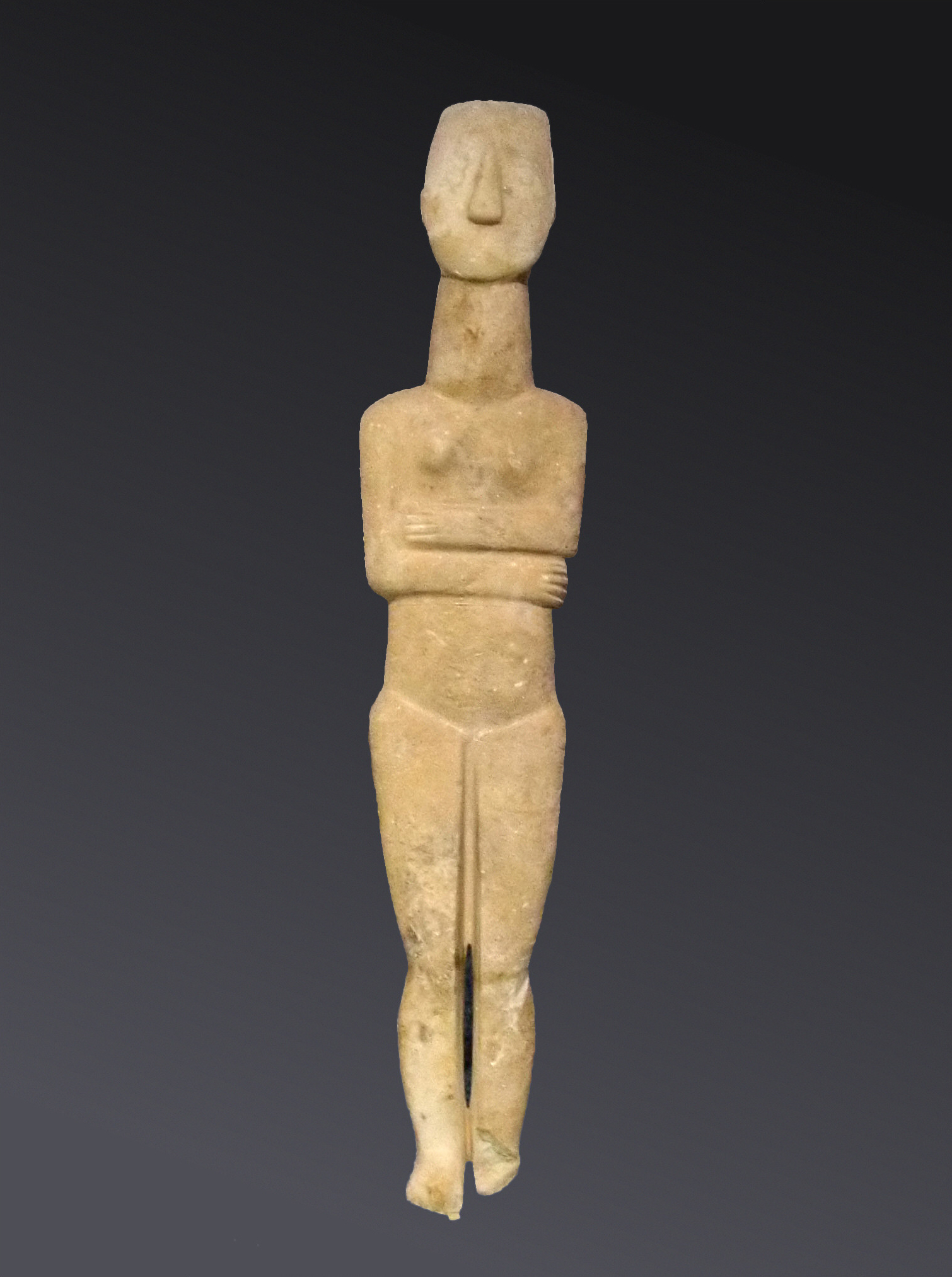
Weibliches Kykladenidol mit verschränkten Armen (Marmor, Höhe ca. 89 cm; um 2500 v. Chr., Archäologisches Nationalmuseum, Athen)

Im archäologischen Kontext bezeichnet der Begriff Idol zum einen nachweislich religiös bestimmte Bildwerke und Kultbilder. Hier können die Definitionen aus dem theologischen Themenfeld übernommen werden.
Andererseits wurde der Begriff auf alle abstrakten anthropomorphen Figuren übertragen, die man nicht anders einordnen kann. Johann Joachim Winckelmann übertrug den Begriff erstmals in der Mitte des 18. Jahrhunderts auf alle Bildwerke menschlicher Figuren, bei denen eine kultische oder rituelle Funktion anzunehmen war. In der Mitte des 19. Jahrhunderts setzte sich diese Verwendung des Begriffs im deutschen Sprachraum allgemein durch. In der Vor- und Frühgeschichte wird diese Verwendung bei Bildwerken allgemein angenommen, so dass der Begriff für alle menschlichen Darstellungen, auch schematische und abstrakte, angewendet wird.
Idole in diesem weiten Sinne werden in verschiedenen Kulturen von Anatolien bis in den germanischen Raum gefunden. Sie sind seit dem Jungpaläolithikum nachgewiesen und zeigen eine weite Verbreitung in der Bronzezeit. Die Formen sind sehr vielseitig, von naturalistischen Gestalten über üppige weibliche Formen bis zum Abstrakten wie den Brettidolen oder nur angedeuteten Körpermerkmalen. Das Material erhaltener Idole besteht aus Knochen oder Holz, Ton oder Stein. Als künstlerische Höhepunkte gelten die überwiegend marmornen Kykladenidole aus der Ägäis ab der späten Jungsteinzeit.
Ihre Verwendung ist weitgehend ungeklärt. Gefunden werden sie sowohl in ritueller Deponierung als auch als Grabbeigaben, in Heiligtümern und in häuslichen Kontexten. Die ursprüngliche Annahme, dass es sich in jedem Fall um Götterbilder handele, ist durch die Vielfalt der Fundsituationen inzwischen widerlegt. Daher wird die Verwendung des religiös konnotierten Begriffs „Idol“ für diese Objekte von einigen deutschsprachigen Archäologen abgelehnt, sie bevorzugen neutrale Bezeichnungen wie „Figur“. Im englischen Sprachraum wird seit jeher nur von figurine gesprochen.

## Bildergalerie

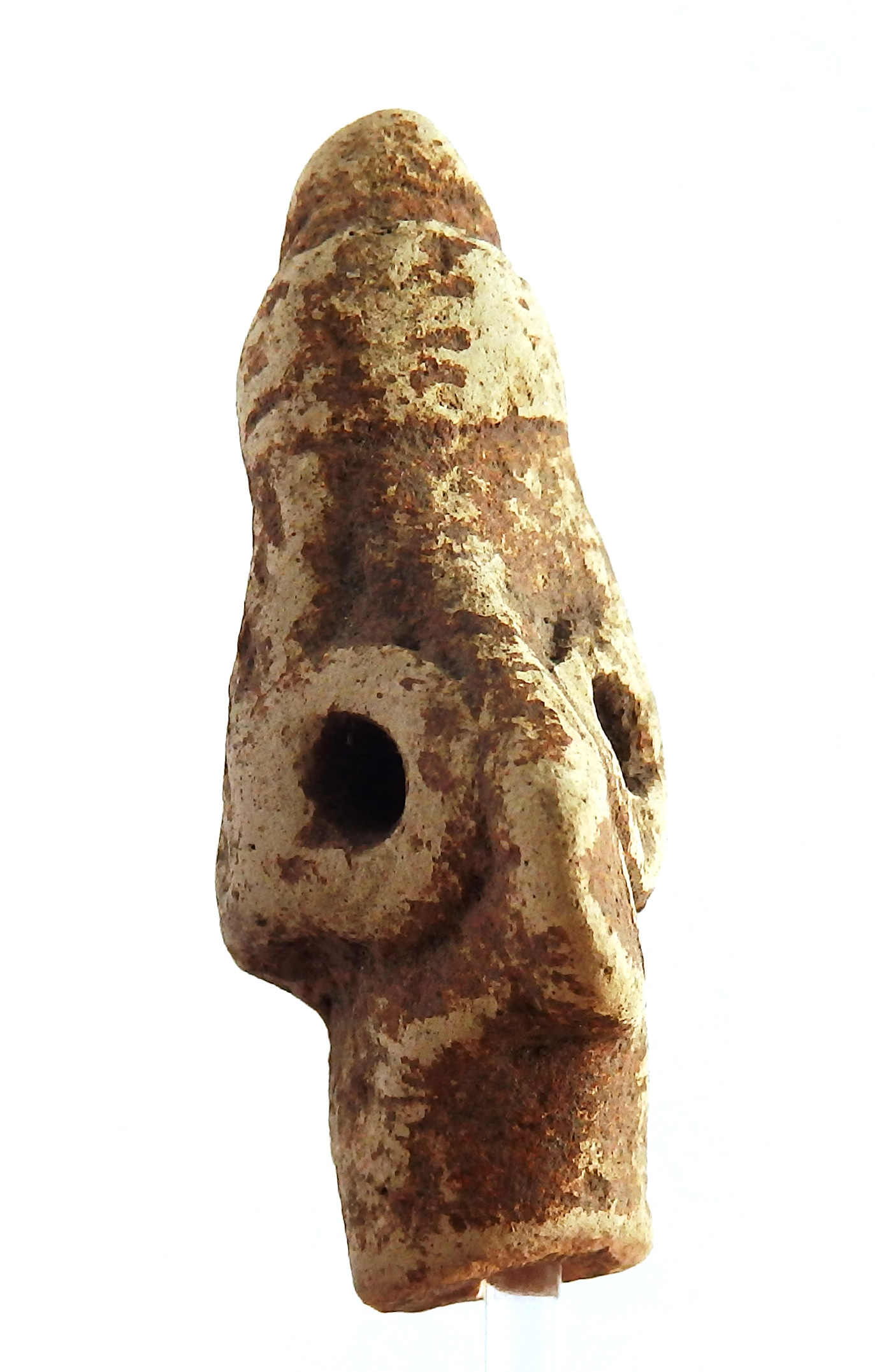
Hethitisches Vogelkopfidol aus Ton, 4,8 cm hoch, 2000 bis 1500 v. Chr.
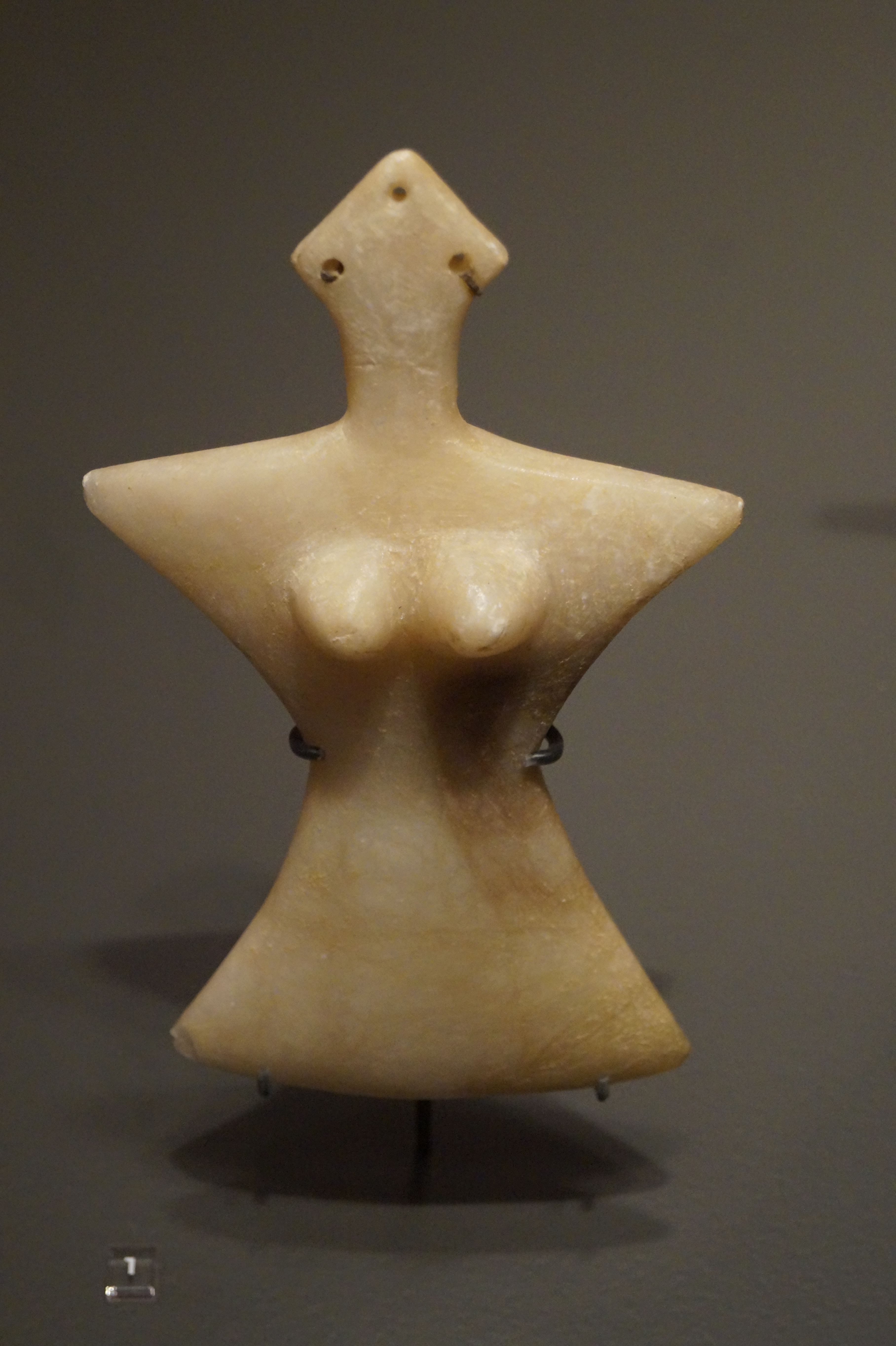
Weibliches Idol aus Alabaster aus Tepe Hissar in Nordiran, 2300–1900 v. Chr., Iranisches Nationalmuseum, Teheran
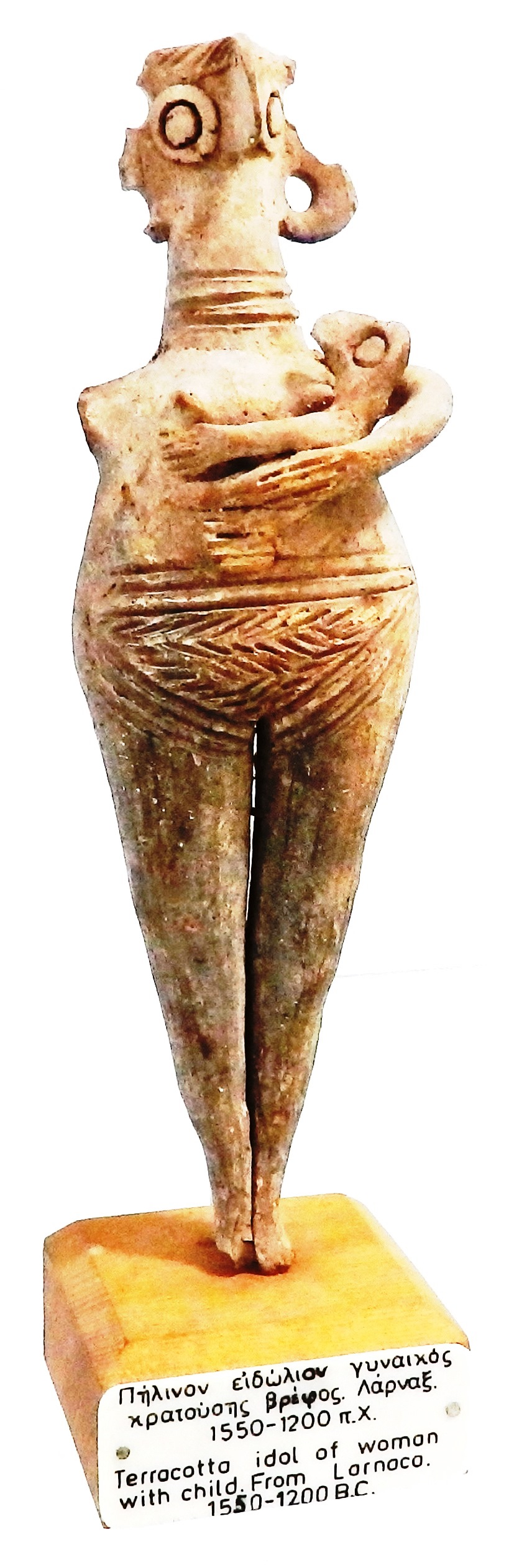
Weibliches Terrakottaidol mit Kind, 1550–1200 v. Chr., Archäol. Museum Larnaka
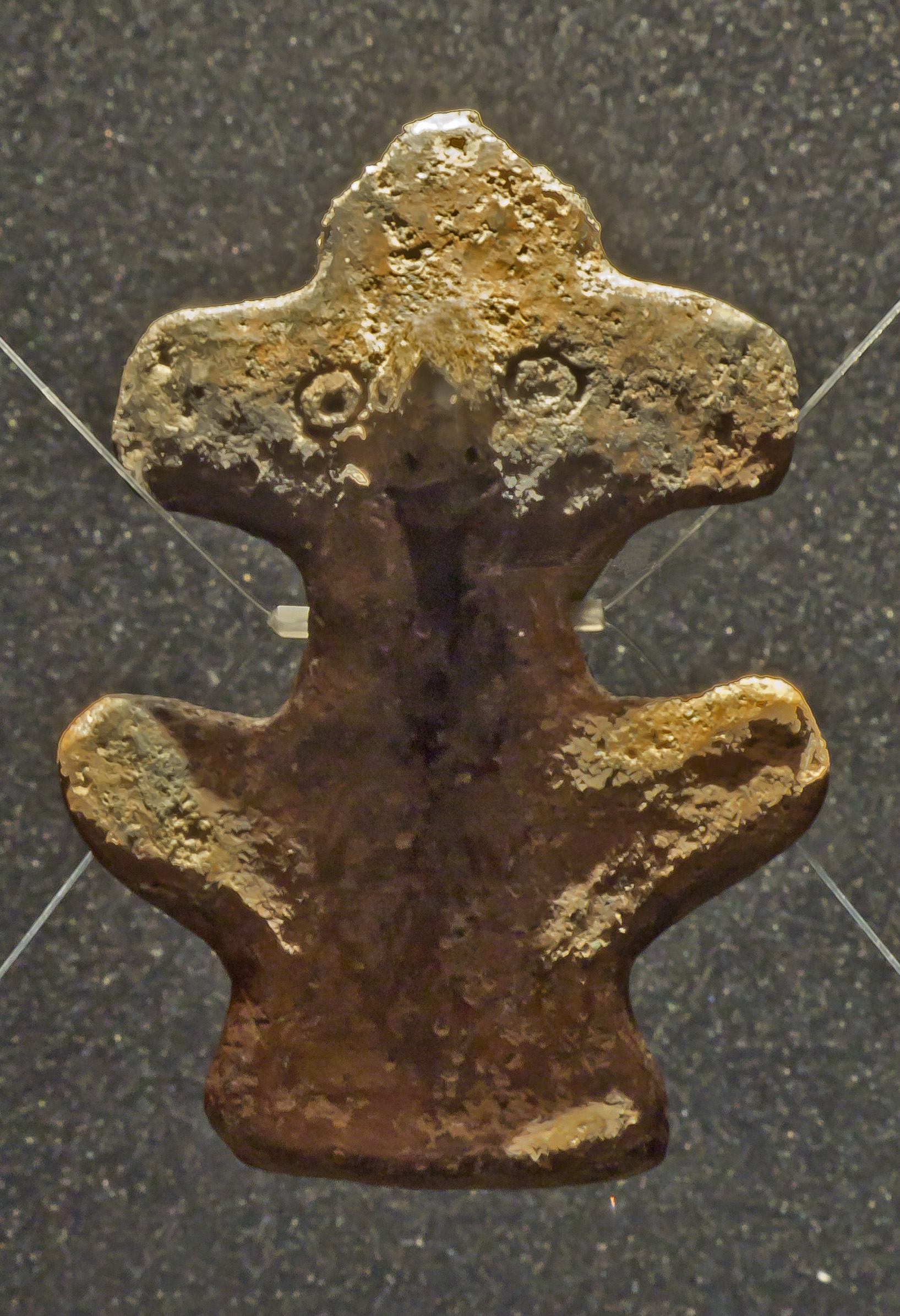
Idol der Guanchenkultur, Teneriffa.